# Aedes gouldi
Aedes gouldi är en tvåvingeart som beskrevs av Bianca L. Reinert 1972. Aedes gouldi ingår i släktet Aedes och familjen stickmyggor. Inga underarter finns listade i Catalogue of Life.